# Bologoje
Bologoje (rusky Бологое) je město v Tverské oblasti v Ruské federaci. Při sčítání lidu v roce 2010 mělo přes třiadvacet tisíc obyvatel.

## Poloha a doprava
Bologoje leží na severním kraji Valdajské vrchoviny na břehu stejnojmenného jezera v povodí Volchova. Od Tveru, správního střediska oblasti, je vzdáleno přibližně 160 kilometrů severozápadně.

### Doprava
Bologoje je významným železničním uzlem. Od roku 1851 přes něj vede železniční trať Petrohrad–Moskva, předělaná později na vysokorychlostní trať, jež je zde křižována tratí z Rybinsku (respektive až z Jaroslavle) pokračující do Pskova (a dále do Rigy/Tallinnu) a navíc odtud vede trať na Velikije Luki a dále k hranici s Běloruskem.

## Dějiny
První zmínka je z roku 1495, kdy Bologoje patřilo k Moskevskému knížectví.
Městem je od roku 1926.